# Філіппіни на Чемпіонаті світу з водних видів спорту 2015
Філіппіни взяли участь у Чемпіонаті світу з водних видів спорту 2015, який пройшов у Казані (Росія) від 24 липня до 9 серпня.

## Плавання
Філіппінські плавці виконали кваліфікаційні нормативи в дисциплінах, які наведено в таблиці (не більш як 2 плавці на одну дисципліну за часом нормативу A, і не більш як 1 плавець на одну дисципліну за часом нормативу B):
Чоловіки
| Спортсмен     | Дисципліна           | Попередній заплив | Попередній заплив | Півфінал        | Півфінал        | Фінал           | Фінал           |
| Спортсмен     | Дисципліна           | Час               | Місце             | Час             | Місце           | Час             | Місце           |
| ------------- | -------------------- | ----------------- | ----------------- | --------------- | --------------- | --------------- | --------------- |
| Джошуа Голл   | 50 м брасом          | DSQ               | DSQ               | Завершив виступ | Завершив виступ | Завершив виступ | Завершив виступ |
| Джошуа Голл   | 100 м брасом         | 1:02.40           | 41                | Завершив виступ | Завершив виступ | Завершив виступ | Завершив виступ |
| Джессі Лакуна | 200 м вільним стилем | 1:51.85           | 54                | Завершив виступ | Завершив виступ | Завершив виступ | Завершив виступ |
| Джессі Лакуна | 400 м вільним стилем | 4:01.61           | 57                | Н/Д             | Н/Д             | Завершив виступ | Завершив виступ |
| Джессі Лакуна | 200 м батерфляєм     | 2:03.84           | 32                | Завершив виступ | Завершив виступ | Завершив виступ | Завершив виступ |
| Джессі Лакуна | 200 м комплексом     | 2:07.51           | 40                | Завершив виступ | Завершив виступ | Завершив виступ | Завершив виступ |

Жінки
| Спортсменка      | Дисципліна           | Попередній заплив | Попередній заплив | Півфінал         | Півфінал         | Фінал            | Фінал            |
| Спортсменка      | Дисципліна           | Час               | Місце             | Час              | Місце            | Час              | Місце            |
| ---------------- | -------------------- | ----------------- | ----------------- | ---------------- | ---------------- | ---------------- | ---------------- |
| Жасмін Альхальді | 50 м вільним стилем  | 26.15             | 45                | Завершила виступ | Завершила виступ | Завершила виступ | Завершила виступ |
| Жасмін Альхальді | 100 м вільним стилем | 56.40             | =39               | Завершила виступ | Завершила виступ | Завершила виступ | Завершила виступ |
| Жасмін Альхальді | 200 м вільним стилем | 2:01.81           | =36               | Завершила виступ | Завершила виступ | Завершила виступ | Завершила виступ |
| Жасмін Альхальді | 50 м батерфляєм      | 28.16             | 40                | Завершила виступ | Завершила виступ | Завершила виступ | Завершила виступ |
| Жасмін Альхальді | 100 м батерфляєм     | 1:02.37           | 42                | Завершила виступ | Завершила виступ | Завершила виступ | Завершила виступ |
| Роксанна Ю       | 100 м на спині       | 1:06.10           | 51                | Завершила виступ | Завершила виступ | Завершила виступ | Завершила виступ |
| Роксанна Ю       | 200 м на спині       | 2:19.45           | 38                | Завершила виступ | Завершила виступ | Завершила виступ | Завершила виступ |